# Procés de Montjuïc

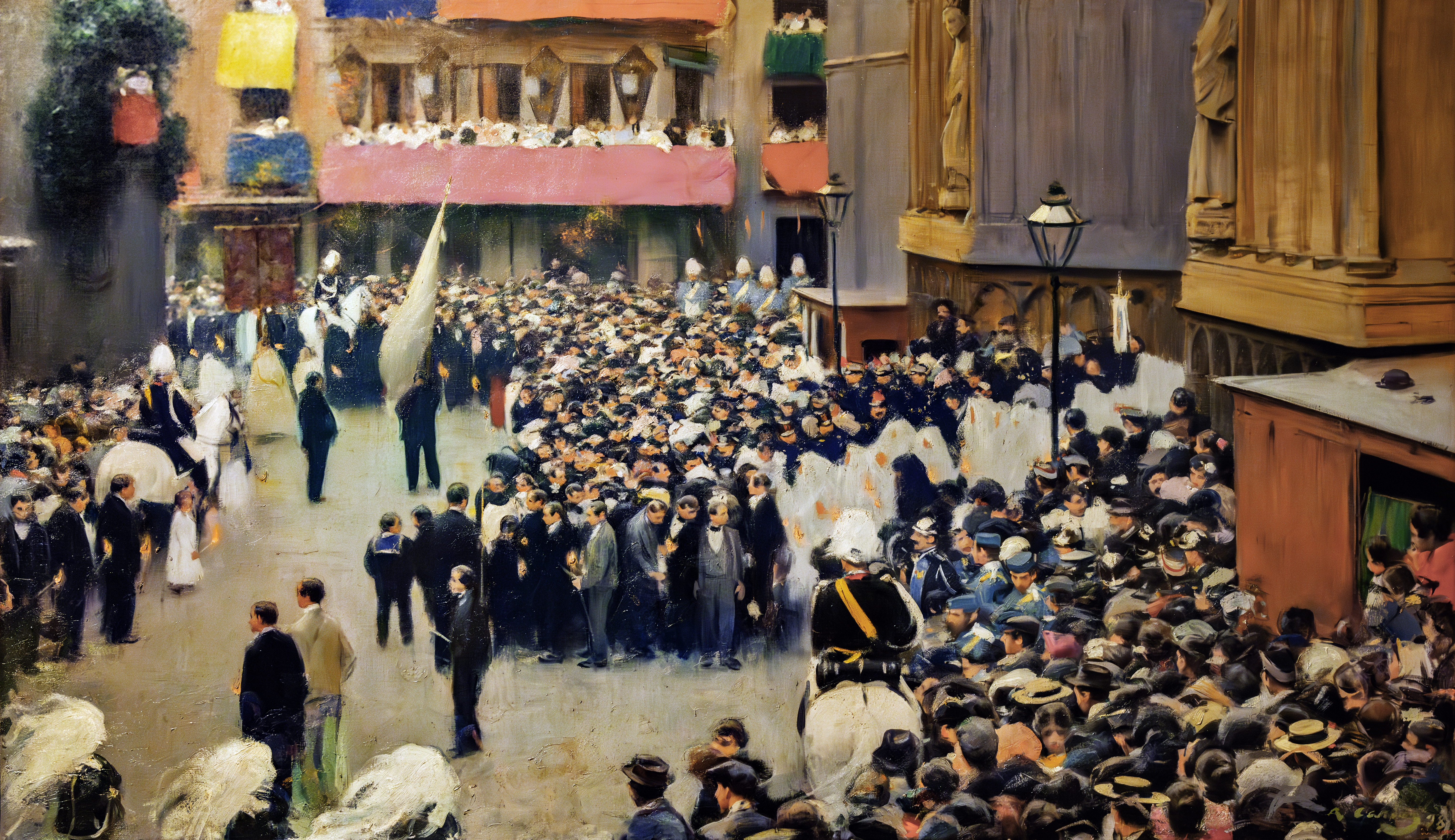
Ramon Casas va pintar Sortida de la processó del Corpus de l'església de Santa Maria, l'esdeveniment immediatament anterior a l'atemptat

El procés de Montjuïc fou el procés militar que seguí a l'atemptat del carrer dels Canvis Nous de Barcelona contra la processó del Corpus, el 7 de juny de 1896, i que causà 12 morts i uns 35 ferits. La repressió afectà especialment l'anarquisme obrerista català, i foren detingudes 400 persones, entre elles els mestres José López Montenegro i Joan Montseny, els propagandistes Anselmo Lorenzo, Fernando Tarrida del Mármol, Sebastià Sunyé, Joan Baptista Esteve, Josep Llunas i Pujals i Teresa Claramunt, i l'intel·lectual Pere Coromines. Tots foren reclosos al castell de Montjuïc, foren inclosos en el procediment militar 87 encartats.
Les diligències judicials foren dutes a terme sense garanties jurídiques, i les proves es basaren en les declaracions dels principals implicats, en especial Tomàs Ascheri, obtingudes mitjançant tortures ordenades pel tinent de la guàrdia civil Narciso Portas contra el mateix Ascheri, Francesc Callís, Antoni Nogués, Josep Molas, Lluís Mas, Sebastià Sunyé, Joan Baptista Ollé, Francesc Gana i el francès Joseph Thiolouse.
Un primer consell de guerra se celebrà en el mateix castell de l'11 al 15 de desembre de 1896, però la sentència definitiva fou dictada pel Tribunal Suprem de Guerra i Marina per l'abril del 1897 a Madrid. Foren condemnats a mort i executats en la matinada del 4 de maig de 1897 els anarquistes Ascheri, Nogués, Molas, Mas i Joan Alsina; foren condemnats a 20 anys de presó Francesc Callis, Antoni Ceperuelo, Rafael Cusidó, Jacint Melich, Baldomer Oller, Josep Pons, Joan Torrents, Josep Vila, Jaume Vilella i Sebastià Sunyé; foren condemnats a 18 anys de presó Joan Casanovas, Epifani Caus i Joan Baptista Oller; a 10 anys i un dia Antoni Costa, Francesc Lis, Josep Mesa Mateu Ripoll, Joan Sala, Llorenç Serra i Cristòfol Soler; els 63 absolts foren desterrats.
La denúncia del procés es produí inicialment el mateix 1896, sobretot gràcies a l'activitat, a l'estranger, de Fernando Tarrida del Mármol, que havia estat alliberat i escriví Les Inquisiteurs d'Espagne (1897), així com de les campanyes de premsa de La Revue blanche i de L'Intransigeant de París. A Espanya la protesta la dirigí la premsa republicana (El Nuevo Régimen, El País, etc.) i el llibre La Barbarie Gubernamental en España (1897), de Ricardo Mella i a Josep Prat. Posteriorment, hom inicià una intensa campanya per la revisió, especialment en 1898, des de "El Progreso", La Revista Blanca i "Vida Nueva", auspiciada sobretot per Joan Montseny, Alejandro Lerroux i Pere Coromines a Madrid.
Els condemnats, dins d'aquest clima de denúncia per la manca de garanties jurídiques, varen adreçar una carta de súplica a la reina on demanaven la suspensió del judici i del veredicte. Finalment, després de l'assassinat d'Antonio Cánovas del Castillo l'agost del 1897 per l'anarquista italià Michele Angiolillo, qui pretenia venjar els executats, Sagasta permeté la tornada dels desterrats, i cap al gener del 1901 dictà l'indult dels qui encara restaven empresonats.